# Людське жертвоприношення

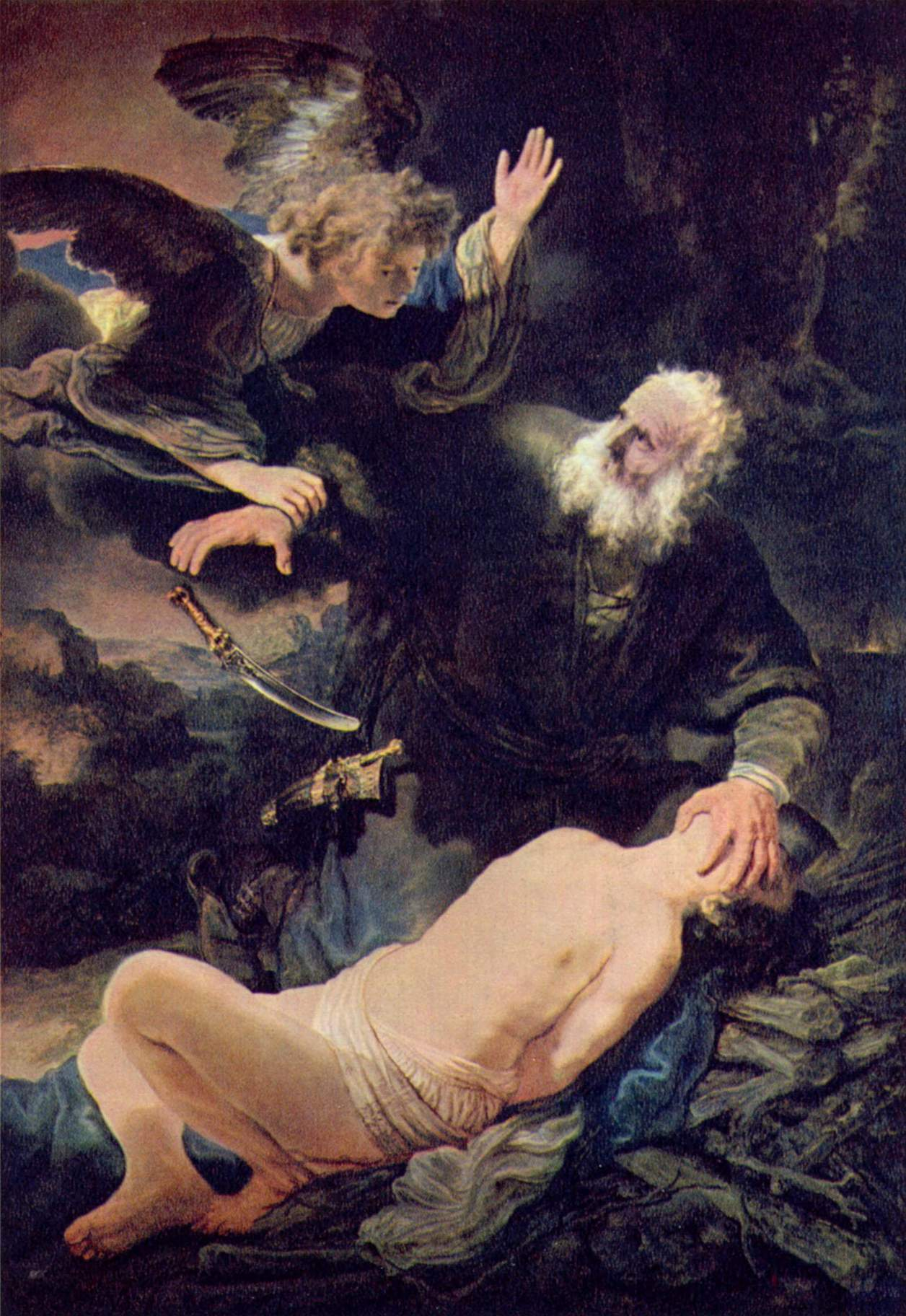
Ангел затримує руку Авраама, що приготувався принести Ісаака у жертву. Картина Рембрандта

Людське́ жертвоприно́шення — один із різновидів жертвоприношення в різних культурах світу, коли даром, що має вмилостивити богів, є люди. Таке жертвопринесення мало на меті не тільки вмилостивити богів, у деяких народів це була дяка за перемогу у війні, або прохання подарувати цю перемогу.

## Генезис
Багато дослідників погоджуються, що жертвопринесення стало необхідністю, насамперед у землеробних народів, а не скотарів-кочівників, хоча зустрічалась практика людського жертвопринесення й у кочових народів. Наприклад Геродот у своїй 4 книзі «Мельпомена» вказує, що скіфи крім тварин приносили в жертву і людей. Скіфському богу війни, який в історика асоціюється з грецьким богом Аресом приносили в жертву полонених, з кожної сотні бранців вони вибирали одного і заколювали над посудиною — в жертву приносилась кров полонених.
Кров у багатьох народів була символом життя, саме цим вона і була цінною. У різних культах статуї богів обмазували людською кров'ю. Не таким розповсюдженим було безкровне жертвопринесення. Вважається, що в дар у такому випадку приносились не людські життя, кров, чи інші органи, що символізували це життя, а самі люди для певних потреб богів. Мая, наприклад, кидали в глибокий колодязь з водою найкрасивіших дівчат для бога дощу — Юм-Кааша, щоб ті стали його дружинами, а бог посилав їм дощі. Найдавнішим людським жертвопринесенням історики вважають є принаймні десять тисяч років.

## Стародавні цивілізації

### Америка

#### Ацтеки

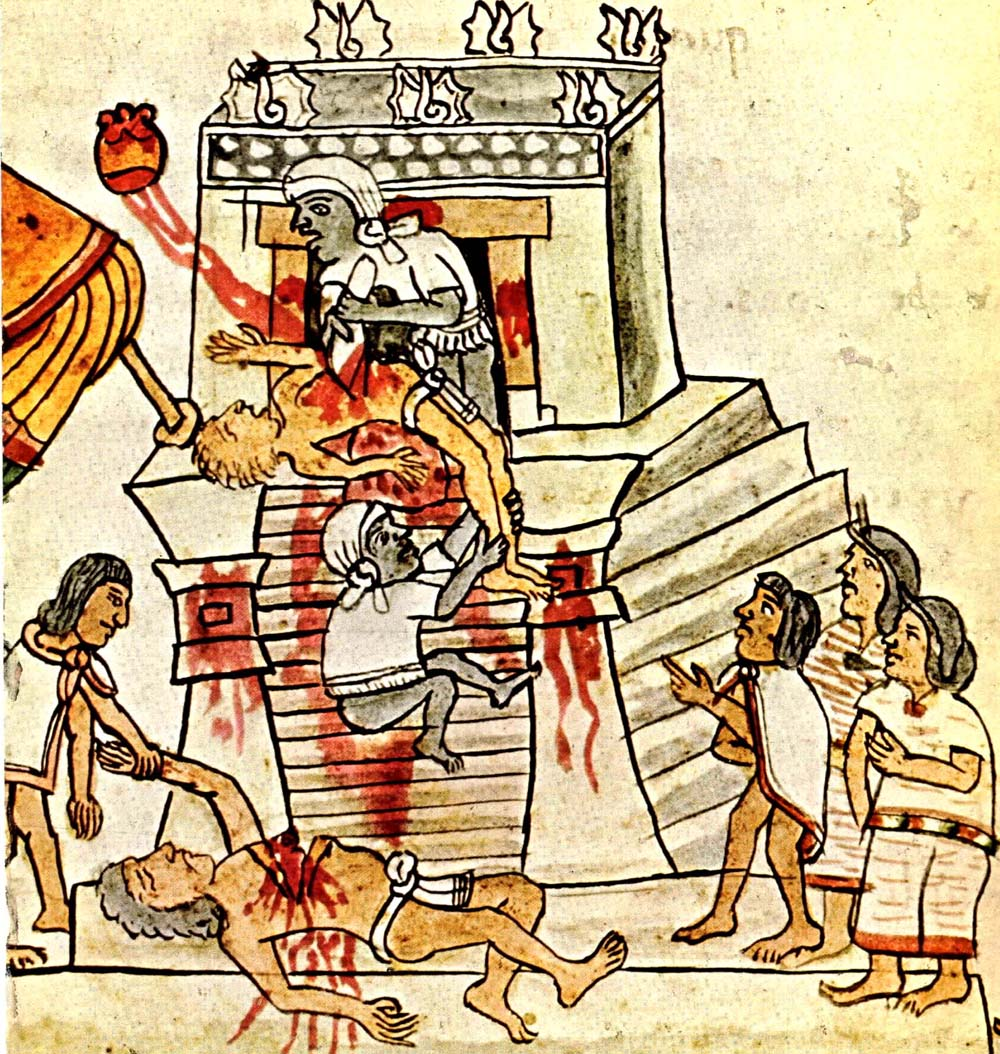
Людське жертвопринесення у ацтеків із кодексу Мальябек'яно

Ацтеки приносили людські жертви багатьом богам. Наприклад богові війни — Уіцілопочтлі. А жертва богу ночі та магії — Тецкатліпока супроводжувалось канібалізмом. Вибирався один гарний, полонений юнак, без фізичних вад — протягом року він був уособленням цього бога на землі й тому мав різні почесті, а через рік його ритуально вбивали, здирали шкіру, а тіло ділили на 16 частин, які потім поїдали жерці. Бога Сонця задобрювали людськими серцями й кров'ю. Для богині землі Тласольтеотль приносили в жертву молоду дівчину з якої здирали шкіру, як і з жертовного юнака — земного образу бога Тецкатліпока, вона слугувала одягом жерця, що символізував богиню. «Вбивство» бога смерті Ах Пуча після ритуальної гри в м'яч теж було символічним, замість бога помирав гравець, що програв у грі.

#### Інки
Людські жертви приносили богові Сонця у вигляді крові, яку пили жерці. В основному вбивали дітей знатних інків. Це робилось для того, щоб вмилостивити богів під час постійних посух чи для того, щоб одужав Сапа Інка.

#### Мая
Крім втоплення жертв у Священному колодязі, в жертву Юм-Каашу, у мая були й криваві жертвопринесення подібні до ацтекських — з вирізанням серця, здиранням шкіри і окропленням кров'ю. Приносили в жертву, як дорослих так і дітей (для бога дощу Чака).

### Азія

#### Вавилон
При розкопках поховання вавилонського царя Ура (3500 років до н. е.) археолог Леонард Вуллі знайшов останки 59 людей, похованих разом з ним; в інших царських гробницях теж часто зустрічаються скелети похованих живцем людей. Про релігійні жертвопринесення у Вавилоні ведуться дебати серед різних істориків.

#### Індія
Крім добровільних і примусових спалень дружин разом з мертвими чоловіками — саті, деяким богам приносили криваві жертви, наприклад богиням Калі (приносили в жертву крім тварин — хлопчиків, кожні 12 років) і Дурзі (жерці задушували мандрівників, що заблудились), яких нерідко ототожнюють. У Рігведі описується Пурушамедха — ритуал принесення в жертву людини.

#### Китай
У Китаї з давніх часів без жалю вбивали полонених під час ритуалу поховання. Особливо багато цих жертвоприношень зустрічається в похованнях періоду царства Цин 66 людей, похованих з цинським правителем У-гуном, 177 людей поховано з правителем Му-гуном. Інколи в таких похованнях знаходять тисячі останків людей. Не рідко вбивали полонених для того, щоб задобрити цим душі предків.

#### Моавітяни та інші стародавні семітські народи
Розповсюдженим був культ бога Молоха, не тільки серед фінікійців, але й серед ізраїльтян, моавітян і амонітян, йому в жертву приносили дітей. Немовлят клали на руки статуї. Під статуєю горів вогонь і таким чином немовлята згорали. Інколи Молох ототожнювався з Ваалом, якому теж приносили в жертву дітей. Цар моавітян заради перемоги приніс у жертву богам власного сина.

#### Сирія і Фінікія
Розповсюджені культи Молоха, Хадада і Ваала — всім цим богам у жертву приносили дітей.

### Європа

#### Вікінги й германські племена

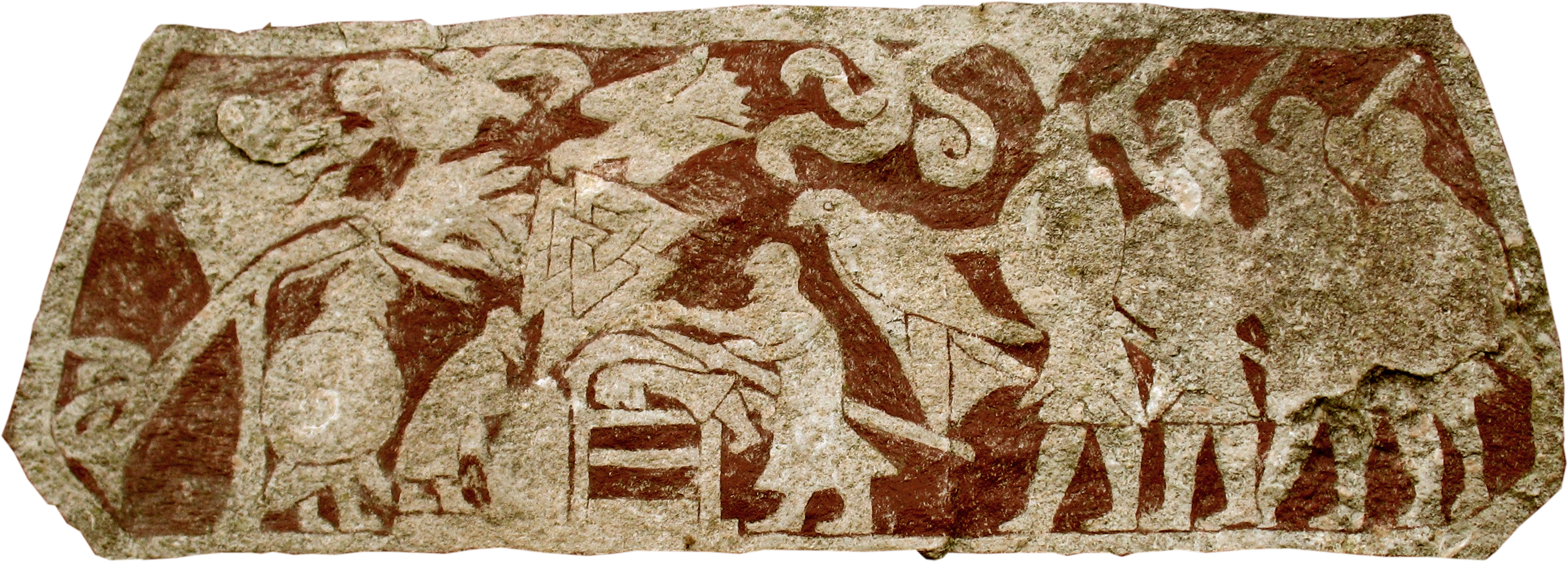
Кривавий орел. Зображення на жертовному камені з Готланда. Над воїном зображений символ Одіна — валкнут.

Відоме таке жертвопринесення, точніше страта, як кривавий орел, що посвячувався Одіну.

#### Кельти

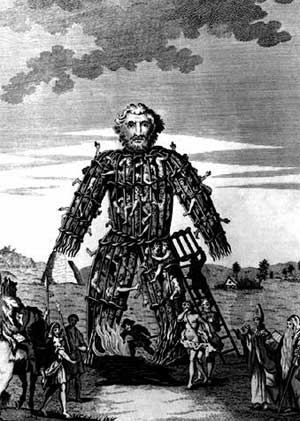
Жертвопринесення в плетеній людині

Кельтські друїди теж приносили людські жертви. Кожний рік відбувалась Карнутська асамблея — збори друїдів. Розпочинались вони людським жертвопринесенням трьом богам — Тевтатесу, Езусу і Таранісу. Це було так зване «потрійне жертвопринесення» — жертву душили (ритуал для Тевтатеса), били палицею (ритуал для Тараніса) і перерізали горло (ритуал для Езуса). Також у них був ритуал з використанням «плетеної людини», в якій спалювали живих людей.

#### Скіфи
В жертву богові війни приносили полонених, кров яких виливали на меч, а їх праву руку відрубували.

#### Слов'яни
Про жертвопринесення у стародавніх слов'ян збереглось мало даних. Проте достеменно відомо, що існувало три види жертвоприношення — добровільне спалення дружини разом з чоловіком, жертвопринесення чужинців і приношення в жертву язичника, в кризових ситуаціях.

#### Стародавня Греція і Рим

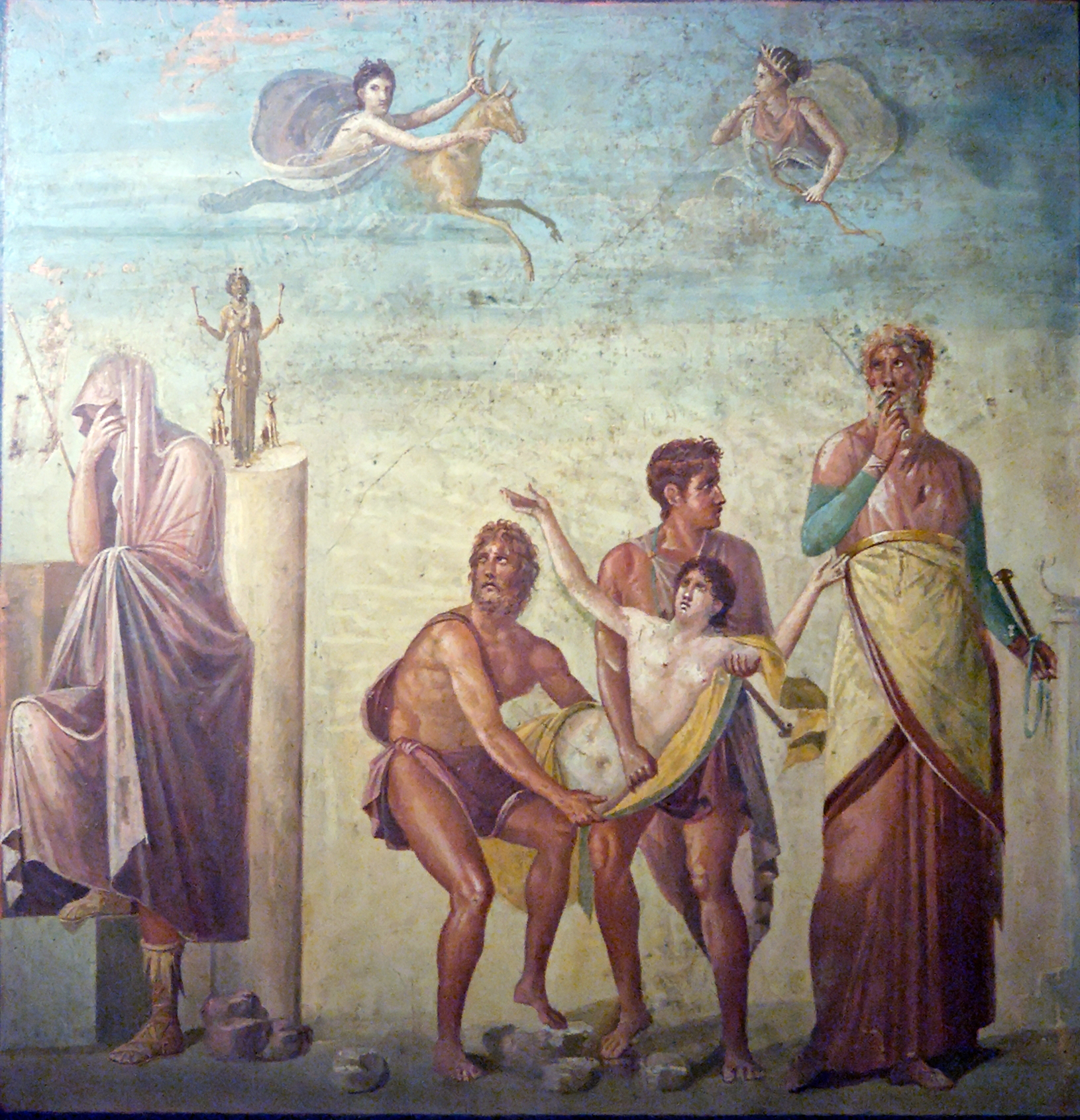
Помпейская фреска із зображенням принесення в жертву Іфігенії.

В Греції в жертву приносили в основному полонених, для того, щоб виграти битву чи для того, щоб закінчилась епідемія інфекційної хвороби тощо. Людські жертви в Греції були не так поширені, як в інших культурах, проте достеменно відомо, що богу Кроносу в жертву приносили немовлят, яких спалювали, цей звичай нагадує ритуал жертвопринесення Молоху стародавніх семітських народів. На Криті були поширені людські жертвоприношення, ця традиція перекочувала і до самої ахейської Греції. Для Аполлона в Левкаді приносили в жертву злочинця, якого скидали зі скелі. В Римі жертвопринесення теж зустрічалось аж до 76 року н. е. наприклад втоплення старих людей у Тибрі, але згодом це почало вважатись варварським звичаєм. Про людське жертвопринесення згадується ще в «Іліаді» Гомера і в міфі про Іфігенію.

### Африка

#### Єгипет
Жертви приносились богові сонця Амону-Ра. Після перемоги єгиптяни вішали високочиновних полонених перед стінами міста чи забивали до смерті палицями. У води Нілу кидали дівчину вбрану в одяг нареченої, щоб сприяти таким чином гарному розливу річкових вод. Спершу фараонів ховали разом зі слугами і радниками, пізніше слуг стали замінювати статуетки.

## Дитячі жертвоприношення

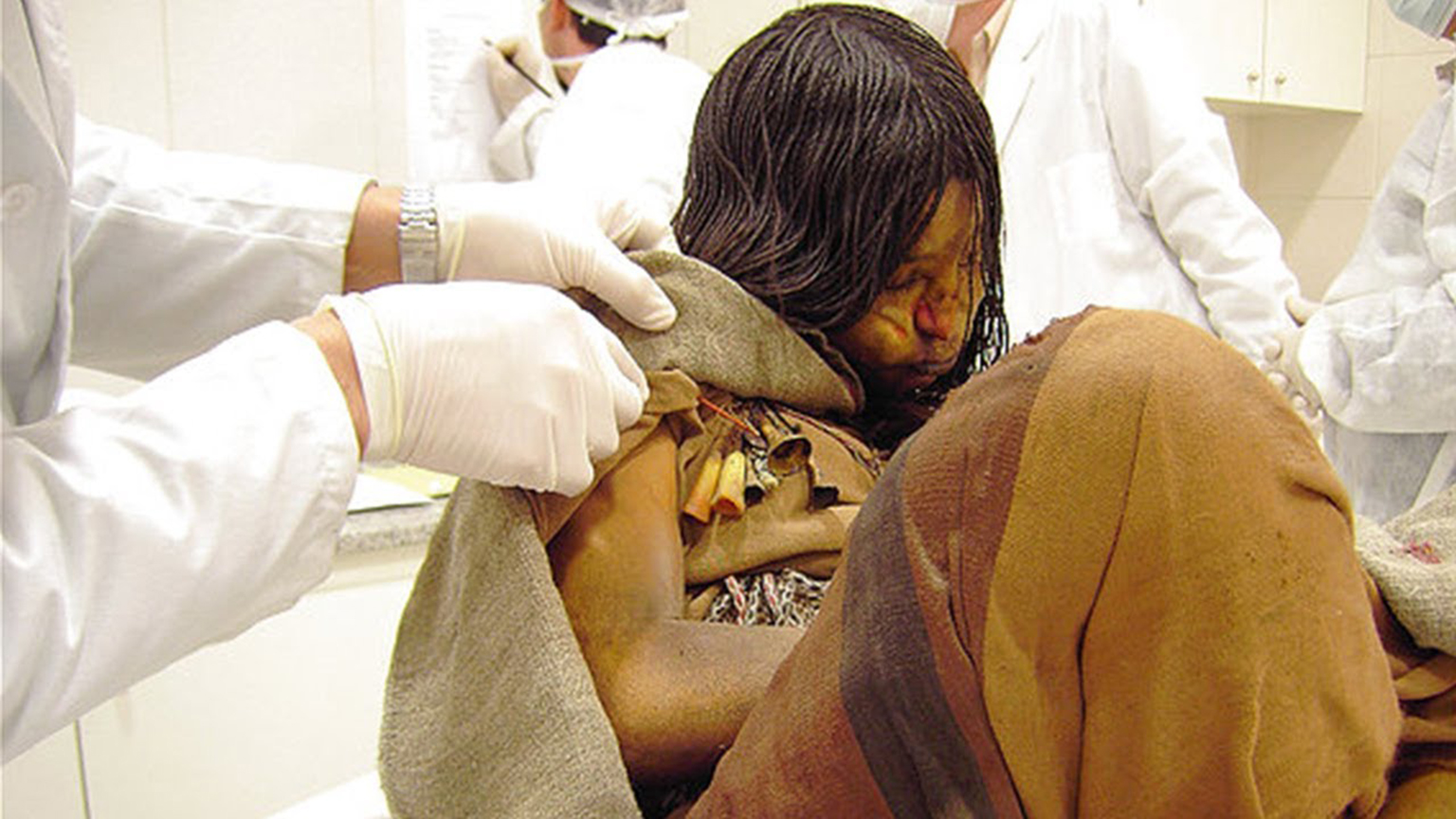
Мумія 13-річної «діви Юяйяко», яку принесли в жертву в XV ст.

У доколумбовій Америці, зокрема в месоамериканський і південноамериканській культурах практикували дитячі жертвоприношення  , що підтверджено літописними свідченнями та археологічними дослідженнями.
Муміфіковані рештки дітей, наприклад, були знайдені 1999 року поруч з вершиною вулкана Юяйяко (6 739 м). У святилищі інків були поховані 13-річна дівчина (відома як «діва Юяйяко»), а також 4 — 5-річні дівча й хлопчик. Їхні рештки датуються XV ст. На думку вчених, це найкраще збережені мумії у світі.
Іспанські хроніки повідомляли, що спеціальні люди виявляли особливо привабливих або обдарованих жінок й відбирали їх у сімей. Протягом року їх готували до жертвоприношення. Про це свідчить аналіз волосся діви Юяйяко, який показав, що за рік до смерті її раціон змінився. Замість звичної селянської картопляної їжі її стали годувати м'ясом і маїсом. В організмі трьох дітей також виявлений великий вміст алкоголю й листя коки (з якого видобувається кокаїн), які вони вживали в останні тижні свого життя. Ці речовини інки використовували у ритуалах. Зрештою, дітей Юяйяко замурували у святилищі біля вулкана як жертву богам.

## Людські жертвопринесення в сучасній цивілізації

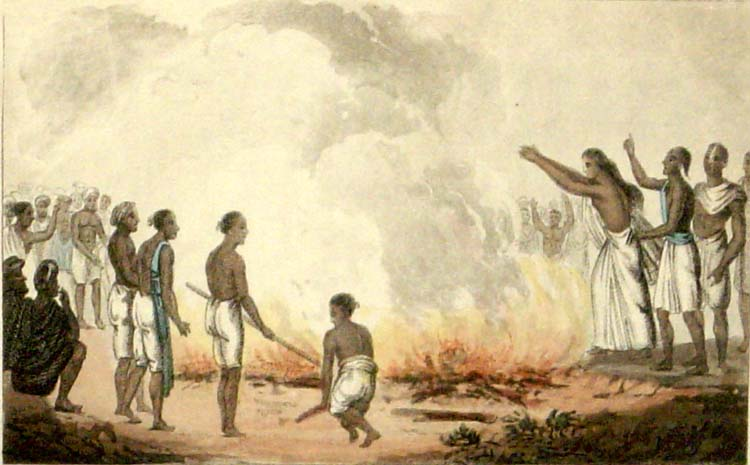
Саті на малюнку Фредеріка Шоберіа, XIX століття.

Людські жертвопринесення заборонені практично у всіх країнах світу. З 1987 році в Індії переслідується за законом саті — спалення дружини з покійним чоловіком, як примусове, так і добровільне. Досі пережитки, пов'язані з ритуальними вбивствами, існують у ряді африканських країн. Так, у громаді Аквапім, що знаходиться неподалік від столиці Гани Аккри, похорони вождя за старовинною традицією повинні супроводжуватися ритуальним людським жертвопринесенням. У 1979 році для цієї мети був викрадений чотирирічний хлопчик, але поліції вдалося запобігти злочину. Однак в іншому випадку — в Ліберії — запобігти ритуальному вбивству не вдалося, бо його учасником був міністр внутрішніх справ країни. У червні 1989 року за участь у ритуальному жертвопринесенні (жертві відтяли голову і вирвали серце) міністр був згодом засуджений. Секти і релігійні установи, що застосовують практику жертвоприношення людини, майже в усьому світі переслідуються за законом.

## Тема людських жертвоприношень у мистецтві
У балеті Ігора Стравинського Весна священна молоду дівчину приносять у жертву язичницьким богам задля великого врожаю.